# Sidymella lobata
Sidymella lobata es una especie de araña del género Sidymella, familia Thomisidae. Fue descrita por L. Koch en 1874.

## Descripción
Mide 3,5 mm - 5,5 mm.

## Distribución
Esta especie se encuentra en Australia.